# استاروآبزانوو
استاروآبزانوو (انگلیسی: Staroabzanovo) یک شهرک در شهرستان بلاگووارسکی باشقیرستان کشور روسیه است.